# دیوانه منفور
«دیوانه منفور» (به انگلیسی: Mad Hatter) نام ترانه‌ای از اونجد سون‌فولد، گروه هوی متال آمریکایی است. این آهنگ در تاریخ ۱۷ سپتامبر ۲۰۱۸ منتشر شد. ترانه دیوانه منفور از آلبوم، حکومت سیاه است. 